# Guerre du cochon
Ne doit pas être confondu avec Guerre des cochons.
- À travers le détroit de Haro, privilégié par les États-Unis ;
- À travers le détroit de Rosario, privilégié par l'Empire britannique ;
- À travers le canal de San Juan, le compromis proposé.

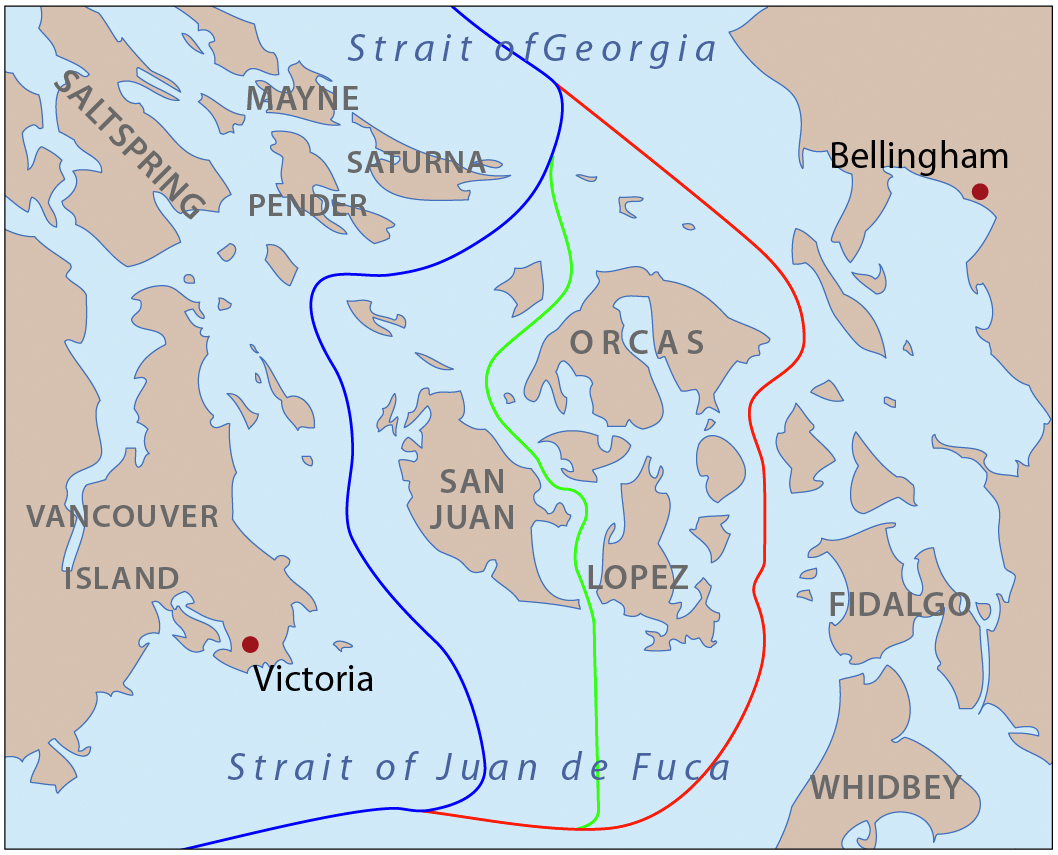

La guerre du cochon (en anglais : Pig War) est un affrontement (escalade militaire) qui a lieu entre le 15 juin et octobre 1859, entre les États-Unis et l'Empire britannique sur la frontière entre ces deux entités en Amérique du Nord britannique, dans l'actuelle zone des îles San Juan. Le territoire en litige était cet archipel qui se situe entre l'île de Vancouver et le continent nord-américain. Finalement, un compromis est trouvé sur la base du souhait américain.
La guerre du cochon est ainsi appelée parce qu'elle a été déclenchée par un coup de feu sur un cochon qui fut la seule victime de la « guerre ».

## Avant l'incident
Le traité de l'Oregon du 15 juin 1846 a résolu le conflit frontalier de l'Oregon en divisant l'Oregon Country et le district du Columbia entre les États-Unis et la Grande-Bretagne « le long du quarante-neuvième parallèle de latitude nord jusqu'au milieu du canal qui sépare le continent de l'île de Vancouver, et de là, vers le sud, par le milieu dudit canal et du détroit de Juan de Fuca, jusqu'à l'océan Pacifique ».
Cependant, il existe en fait deux détroits que l'on pourrait appeler le milieu du chenal : le détroit de Haro, le long du côté ouest des îles San Juan, et le détroit de Rosario, le long du côté est.
En 1846, il y avait encore une certaine incertitude quant à la géographie de la région. Les cartes les plus couramment disponibles sont celles de George Vancouver, publiées en 1798, et celles de Charles Wilkes, publiées en 1845. Dans les deux cas, les cartes ne sont pas claires dans les environs de la côte sud-est de l'île de Vancouver et des îles Gulf. Par conséquent, le détroit de Haro n'est pas très bien défini.

## L'incident du cochon
Le 15 Juin 1859, exactement 13 ans après l’adoption du traité de l’Oregon, son ambiguïté mena au conflit direct. Lyman Cutler, un fermier Américain qui s’était installé sur San Juan Island, revendiquant le droit de vivre là-bas selon le Donation Land Claim Act, découvrit un cochon fouillant dans son jardin et mangeant ses tubercules. Ce n’était pas la première fois. Cutlar était si fâché qu’il tira sur le cochon, le tuant. Il s’est avéré que celui-ci appartenait à un Irlandais, Charles Griffin, employé par la Compagnie de la Baie d’Hudson pour gérer le ranch de moutons sur l’ile. Il possédait aussi plusieurs autres cochons qu’il laissait vagabonder à leur aise. Les deux hommes vivaient en paix depuis cet incident. Cutlar offrit à Griffin 10$ (l’équivalent de 290$ en 2020) pour compenser la perte de son cochon, mais Griffin n’était pas satisfait de l’offre et demanda 100$ (l’équivalent de 2 900$ en 2020). Apres cette réponse, Cutlar estima qu’il ne devrait pas payer puisque le cochon avait pénétré sur son terrain. Un témoignage apocryphe raconte que Cutlar avait dit à Griffin qu’il « mangeait mes patates » ; lequel aurait répondu, « c’est à toi de garder tes patates hors de mon cochon ». Quand les autorités Britanniques menacèrent d’arrêter Cutlar, les colons Américains demandèrent une protection militaire.